# Marchesato di Torriglia
Il Marchesato di Torriglia, a trenta chilometri da Genova, era un feudo imperiale, noto per l'attività della sua zecca e governato dal ramo dei Doria di Oneglia del famoso Andrea, diventato poi Doria Landi Pamphili. Dal 1547 al 1760 il signore ebbe il rango marchionale concesso dall'imperatore Carlo V; dal 13 maggio 1760 al 6 agosto 1797 il feudo fu elevato a principato dall'imperatore Francesco I, consorte dell'arciduchessa Maria Teresa d'Austria.

## Storia

Il castello Doria in un'antica stampa

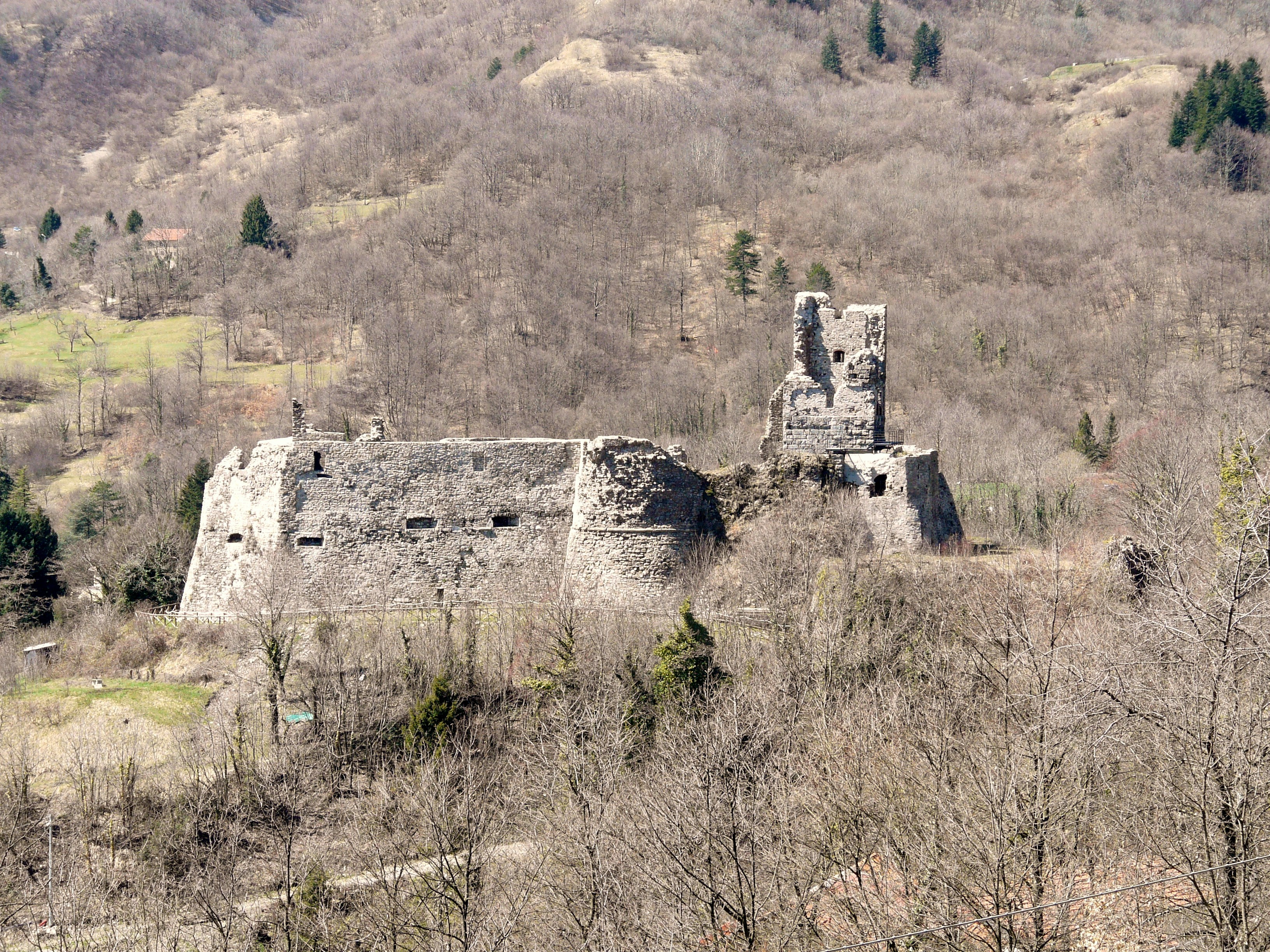
I ruderi della rocca

Il borgo è ubicato in un'area boscosa collinare alle pendici del Prelà tra le vallate del Trebbia e dello Scrivia, prospicienti il lago artificiale del Brugneto, nell'Alta Val Trebbia, nell'attuale provincia di Genova. Conserva intatto l'impianto storico in cui predominano la chiesa di Sant'Onorato, in stile barocco-ligure, l'oratorio di San Vincenzo (con la statua oggi adorata come Madonna della Neve, probabilmente proveniente dal castello) e gli imponenti ruderi del castello Doria dell'XI secolo, già residenza dei Malaspina, dei Fieschi, dei Doria di Oneglia e devastato nel 1799 dagli stessi torrigliesi dopo l'occupazione francese.
La parrocchia di Torriglia aveva un territorio sostanzialmente coincidente con l'attuale comune, comprendente le ville di Siginella, Porto, Ponte Trebbia, Pentema, Casaleggio, Bavastri, Costafontana, Obbi, Costalunga, Cavorsi, Donetta, Costazza, Fallarosa, Donderi, Frevada, Fascia di Carlo, Laccio, Garaventa, Marzano, Olcesi e Passo della Scoffera. L'ambito della giurisdizione di Torriglia era invece più ampio, e vi erano ricompresi l'alta Valtrebbia sino a Casanova e le ville di Dova, in Val Borbero, e di Pareto, in Val Brevenna. Il territorio del marchesato si estendeva invece ai vari possedimenti che di questo fecero parte nelle diverse investiture  (Carrega, Ottone,  Cabella, Garbagna, ecc.).
La storia feudale di Torriglia inizia probabilmente  nel 1164, quando fu sottratta alla precedente amministrazione della locale abbazia di Patrania) e compresa nei territori infeudati da Federico I di Svevia alla famiglia Malaspina. Successivamente nel corso del XIII secolo passò ai conti Fieschi di Lavagna, con i quali rimase fino alla congiura del 1547. Proprio in seguito di questo drammatico evento fu assegnata ad Andrea Doria assieme ad altre giurisdizioni, ed eretta a marchesato per disposizione dell'imperatore Carlo V. Il relativo territorio comprendeva, oltre a Torriglia - i borghi di Monte Tovano, Loano, Cremonte, Grondona, Croce, Carrega, Valditrebbia, Garbagna, Vargo, Monte Acuto, Calice, Marsolaria, Vivolana, Cariseto e Greppo. Era una dipendenza la contea di Loano.
Il vantaggioso matrimonio, celebrato nel 1627, di Giovanni Andrea II con Maria Polissena Landi (1608-1679), ultima della stirpe, principessa di Borgotaro, marchesa di Bardi, contessa di Compiano, estese i possedimenti doriani fino ai feudi appenninici del cosiddetto "Stato Landi", confinante con il ducato di Parma e Piacenza. I Doria aggiunsero al proprio il cognome Landi e ostentarono i loro titoli gentilizi, unitamente a quelli ereditati da Andrea Doria di principi di Melfi, conti di Loano e, appunto, di marchesi e principi di Torriglia.
I possedimenti dei Landi (ossia lo Stato Landi) furono venduti ai Farnese nel 1682 da Andrea III.
Nel 1760 i territori dei due marchesati di Torriglia e Santo Stefano d'Aveto furono riuniti in un unico principato e Giovanni Andrea III fu investito da Francesco I di Lorena col rango di principe di Torriglia, titolo questo che andò ad aggiungersi all'altra simile dignità che la famiglia da tempo aveva in quanto titolare del principato di Melfi: questo nuovo principato era però diverso da quello di Melfi (parte del Regno di Napoli) perché questo di Torriglia era di rango sovrano cioè era un vero e proprio Stato sia pure sotto l'alta sovranità del Sacro Romano Impero.
Le nozze tra il principe Giovanni Andrea III e Anna Pamphili, nipote della famosa Olimpia Maidalchini, fece sì che i Doria Landi, nel 1763, con l'autorizzazione di papa Clemente XIII, acquisirono le insegne della sposa, il patrimonio e la denominazione Doria Landi Pamphili.
Il 5 agosto 1797 le truppe napoleoniche occuparono il principato, annesso alla repubblica ligure e, nel 1815, al regno di Sardegna, che restituì ai principi solo i beni allodiali.

## Organizzazione
Lo stemma dei Doria Landi Pamphili era così illustrato:

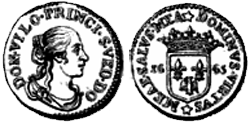
Luigino di Torriglia: effigie della marchesa Violante

Il feudo di Torriglia, dal 1665 al 1667, sotto la reggenza della principessa Violante Lomellini, ebbe una propria zecca, ubicata sotto i bastioni della rocca: vi operarono gli zecchieri Francesco Moretti e Cristoforo Eilcoser (Heikolzer, di  Bolzano ma proveniente da Napoli). Furono coniati vari luigini (anche contraffatti) per il commercio con il Levante, nonché "ottavetti", cioè ottavi di scudo, entrambe monete d'argento.
L'autorità religiosa aveva ormai ceduto parte della sua autorità a quella civile. I marchesi erano delegati dell'imperatore con entrate derivanti soprattutto dai possedimenti fondiari, dai diritti giurisdizionali e dai balzelli di transito: sul confine molto trafficato della Scoffera stazionava permanentemente una milizia avente il compito di riscuotere dai mercanti gli onerosi pedaggi. Anche l'applicazione dell'asilo politico apportava ingenti somme nelle casse dello Staterello.
I feudatari visitavano poche volte i loro territori: il marchese nominava un fidato sostituto, il commissario, controllato alla fine del mandato di due anni dal sindicatore: operavano poi il cancelliere, l'archivista, i birri e il bargello; tra i maggiorenti dei borghi, infine, venivano scelti quattro magnifici reggenti, cui erano sottoposti i caporali che vigilavano sull'ordine pubblico.
I marchesi e principi soggiornavano, infatti, oltre che nel maniero di Torriglia, soprattutto nella villa del Principe, a Genova, nel palazzo Doria a Loano e nel palazzo Doria-Pamphili, in via del Corso a Roma, con Andrea IV. Le loro sepolture si trovano nella chiesa di San Matteo (Genova), nell'abbazia di San Fruttuoso e nel convento di Monte Carmelo a Loano.

## Marchesi di Torriglia (1547-1760), principi di Torriglia (1760-1797)[10]
| N° | titolo            | Nome                                    | Periodo             | Consorte e note                                                       |
| 1  | Marchese          | Andrea I Doria                          | 1547-1560           | Peretta Usodimare                                                     |
| 2  | Marchese          | Pagano                                  | 1560-1574           | nipote di Andrea, morì giovane                                        |
| 3  | Marchese          | Giovanni Andrea I                       | 1574-1606           | Zenobia Doria del Carretto; fratello di Pagano                        |
| 4  | Marchese          | Andrea II                               | 1606-1612           | Giovanna Colonna, reggente (1612-1626)                                |
| 5  | Marchese          | Giovanni Andrea II                      | 1612-1640           | Maria Polissena Landi, principessa di Borgotaro, reggente (1641-1648) |
| 6  | Marchese          | Andrea III Doria Landi                  | 1641-1654           | Violante Lomellini, reggente (1654-1679)                              |
| 7  | Marchese          | Giovanni Andrea III                     | 1654-1737           | Anna Pamphili                                                         |
| 8  | Marchese Principe | Giovanni Andrea IV Doria Landi Pamphili | 1737-1760 -1764     | Maria Teresa Doria, Eleonora Carafa                                   |
| 9  | Principe          | Andrea IV, IX principe di Melfi         | 1764-27 giugno 1797 | Leopolda di Savoia-Carignano                                          |